# 1853年のスポーツ
1853年のスポーツ（1853ねんのスポーツ）では、1853年のスポーツ関連の出来事についてまとめる。
- 年度別スポーツ記事一覧

## 競馬

### イギリス
クラシック
- 2000ギニー - ウェストオーストラリアン
- 1000ギニー - メントモアラス
- エプソムダービー - ウェストオーストラリアン
- エプソムオークス - キャサリンヘイズ
- セントレジャーステークス - ウェストオーストラリアン

その他主要レース
- アスコットゴールドカップ - テディントン
- グランドナショナル - ピーターシンプル

### フランス
- ジョッケクルブ賞 - ジュヴァンス